# Ядлівська волость

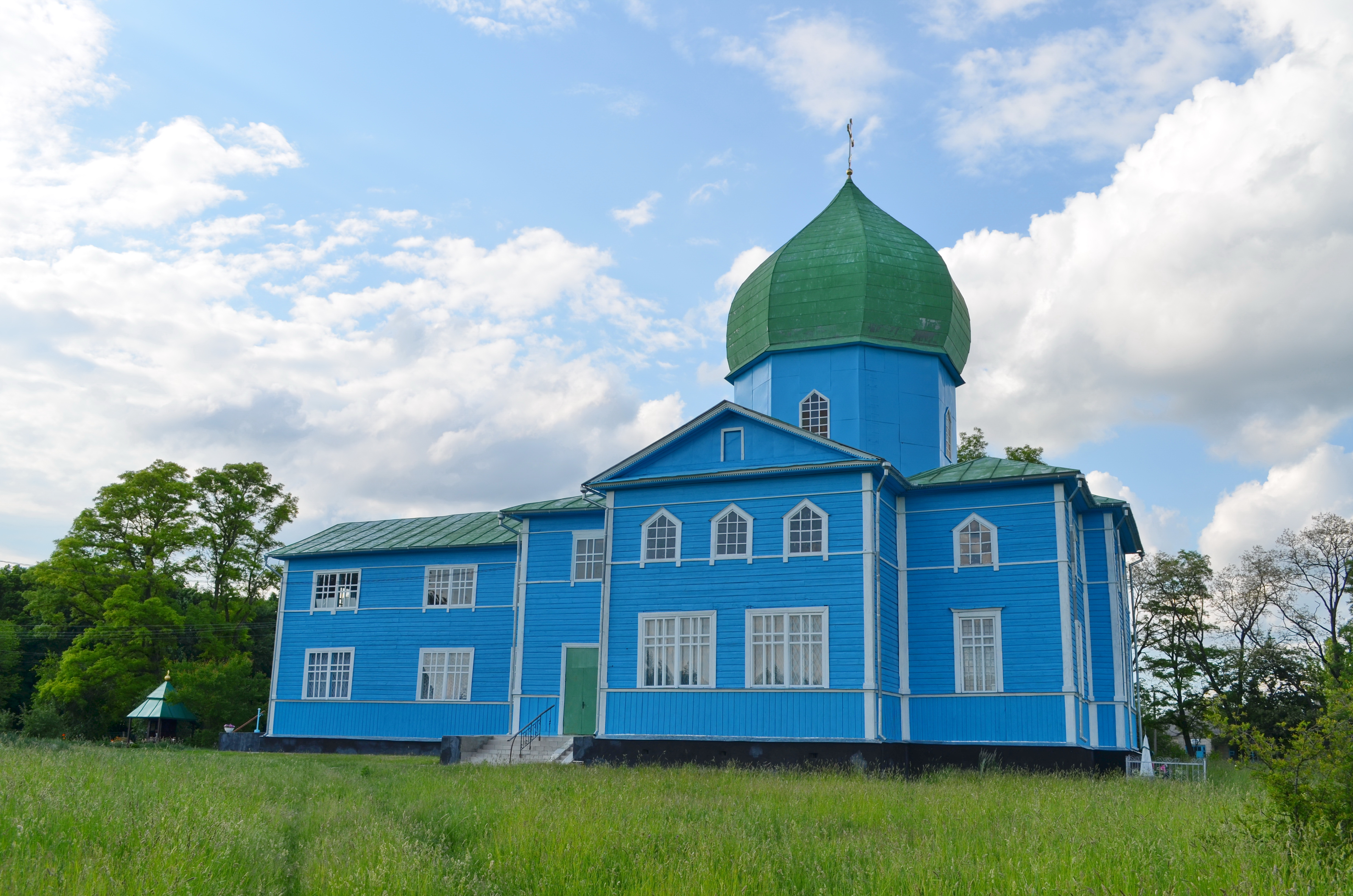
Церква Різдва Богородиці (1892)

Ядлівська волость — історична адміністративно-територіальна одиниця Козелецького повіту Чернігівської губернії з центром у селі Ядлівці (нині — Перемога Баришівського району).
Утворилася 1907 року відділенням від Новобасанської волості.
Станом на 1910 рік складалася з 1 сільської громади:
- Ядлівка — колишнє козацьке та казенне село, за переписом 1897 року — 3440 осіб, серед них — 1644 чоловіків та 1696 жінок. Православними себе назвали 3419.[3]

1907 року у волості тримали 1150 коней, 1200 великої рогатої худоби, 2500 овець та 700 свиней.